# フォート・レオナード・ウッド
フォート・レオナード・ウッド（英: Fort Leonard Wood）は、アメリカ合衆国ミズーリ州中部の町セント・ロバート、ウェインズビル、プレイトの中間に位置するアメリカ陸軍の基地。同州唯一の陸軍基地で敷地は約300平方キロメートル。中西部のアメリカ軍基地では最大規模。主に訓練用の基地として工兵科、憲兵科、化学兵器科の士官および下士官・兵卒の基礎訓練が行われている。現在合計4つあるアメリカ陸軍の新兵訓練が行われている基地のひとつ。

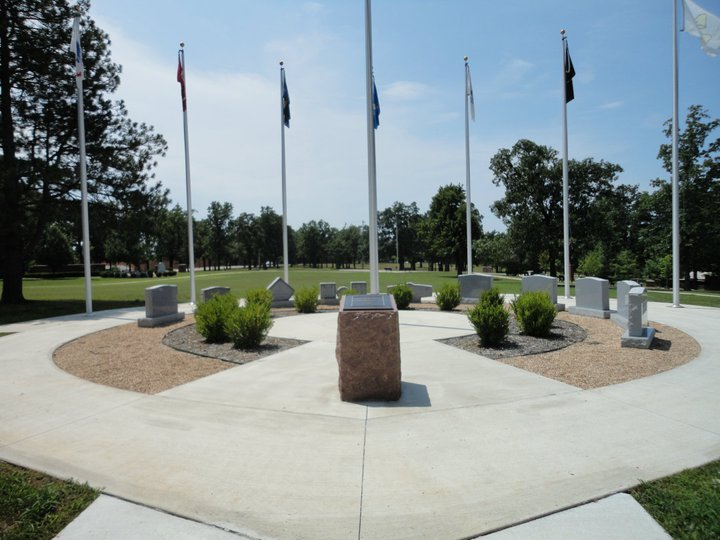
基地内にあるベテラン・メモリアル

## 歴史
名称の由来はアパッチ戦争、米西戦争の英雄レオナルド・ウッド少将。1940年12月に着工、翌年1941年6月に完成。当時のヨーロッパとアジアは戦争の真っ只中にあり、アメリカも早かれ遅かれ参戦することを予測しての建設であったと言われている。1941年1月に国防省が正式にFort Leonard Woodと命名。当初は第六歩兵師団の駐屯地として歩兵部隊、砲兵部隊、機甲部隊などが中心であったが、徐々に工兵の訓練基地としての色合いが強くなる。戦後1946年に一度閉鎖。ミズーリ州兵とオクラホマ州兵の訓練所として一年に数回程度使用されるにとどまるが1950年の朝鮮戦争勃発とともに再び大規模な軍事活動の拠点となる。
1984年の基地の再編・閉鎖によって、工兵科訓練機能がフォート・レオナード・ウッドに集約された。
1999年に再び基地再編・閉鎖が行われ、アラバマ州のフォート・マクラーレンで行われていた陸軍化学部隊訓練施設と憲兵科訓練施設の機能が移管されU.S. Army Maneuver Support Centerとなった。

## 自然
フォート・レオナード・ウッドはマーク・トウェイン国立公園（自然公園）、オザーク高原などと隣接しており豊かな自然に囲まれている。Stone Mill Spring(湧水)やMiller Cave(洞窟)などの自然観光名所が基地内に点在する。鹿、アルマジロ、ウサギ、スカンクなどの野生動物が基地内をうろうろしている。

## 余談

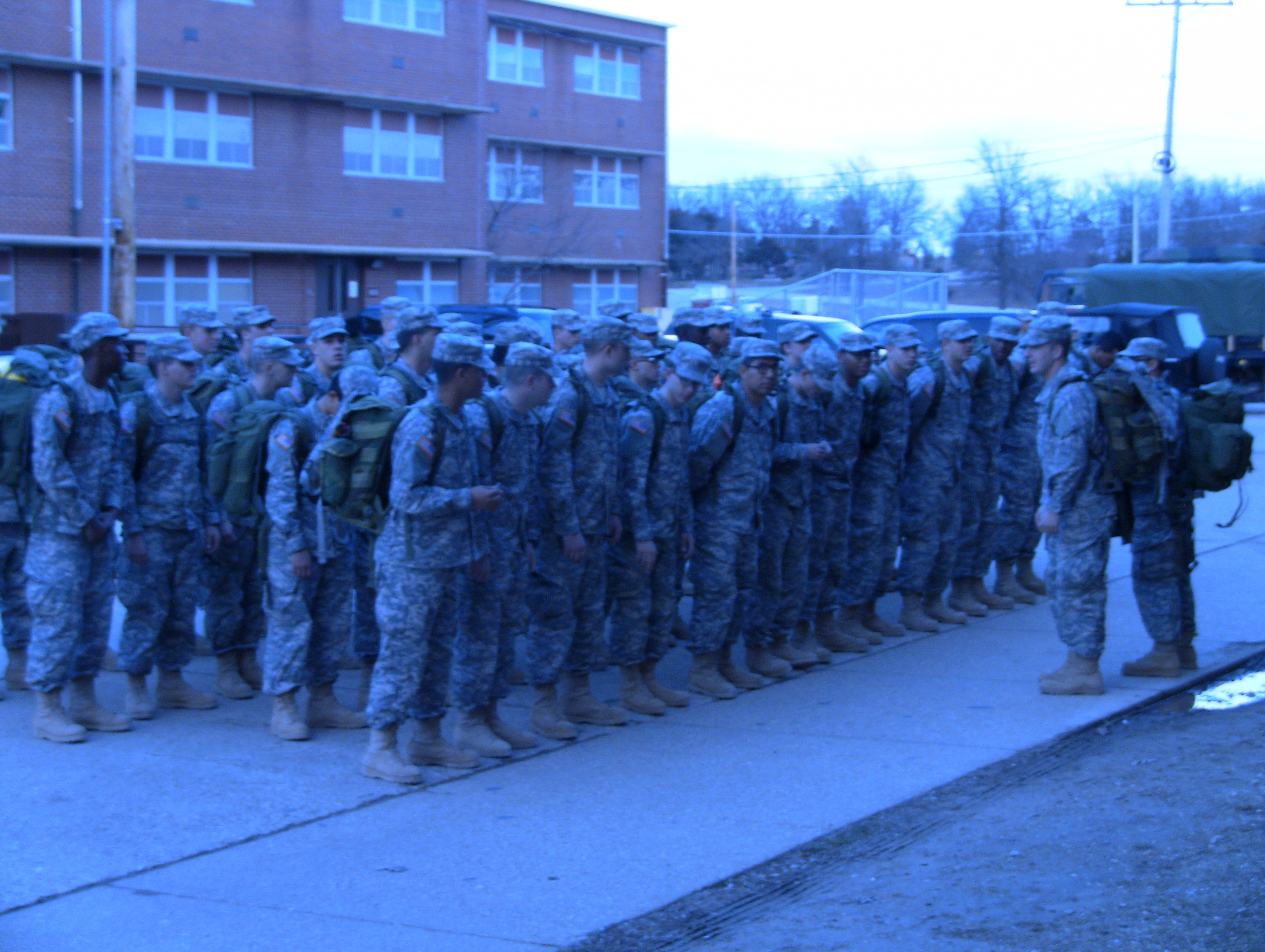
新兵訓練

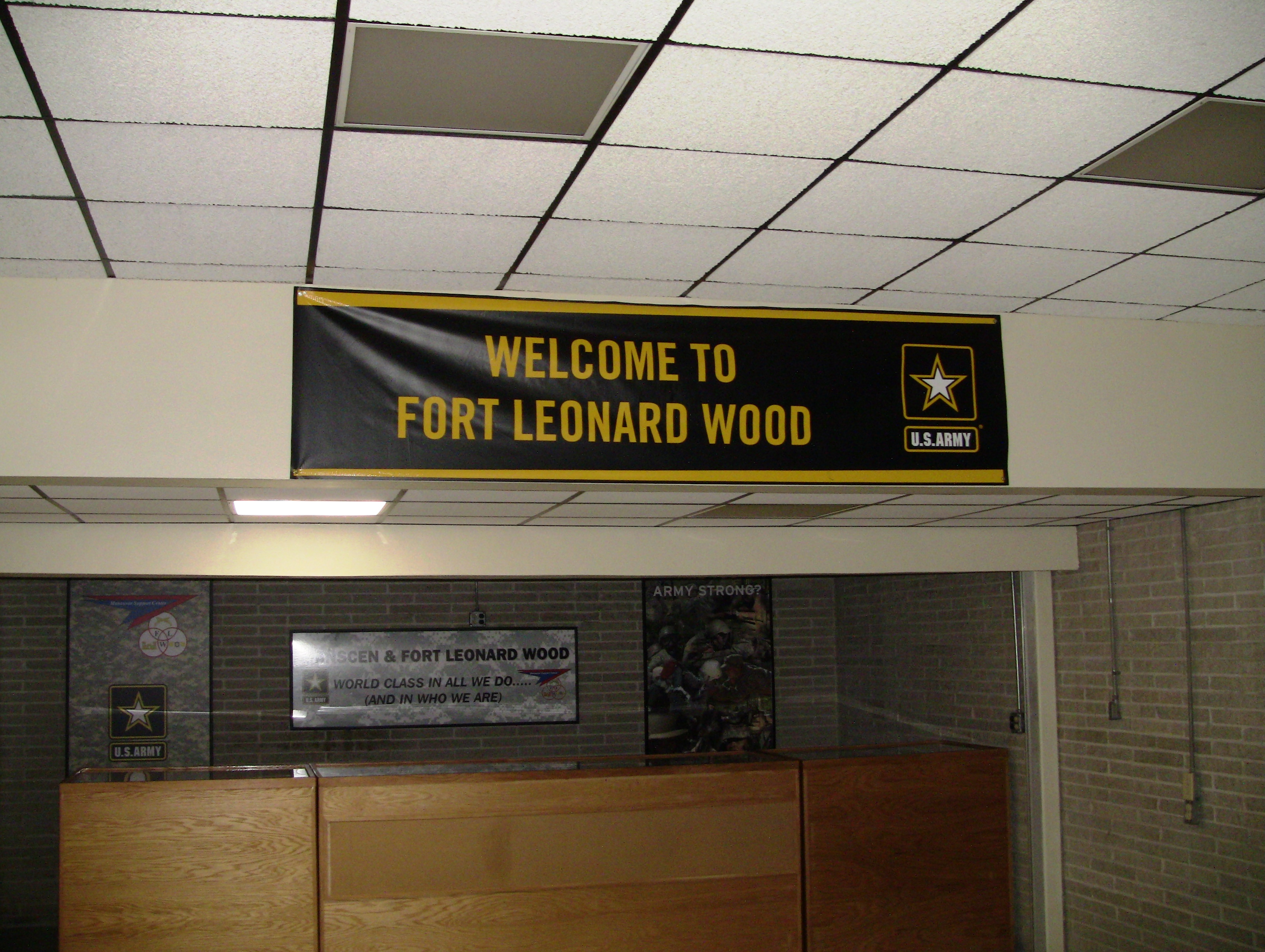
基地内にある映画館の一つ

Fort Leonard WoodはよくFort Lost in the Woods（森で迷子になっちゃった基地）と揶揄される。フォート・レオナード・ウッドは周囲の都市から遠く離れた場所にあり、基地の周囲は山に囲まれている。さらに新兵訓練中の兵士は電話やインターネットの使用を禁止されてしまうため、家族や恋人、友人らと連絡をとることができず、それがより孤独感を増すことになってしまい、森の中で遭難してしまったというジョークを基地の名前と語呂合わせしたのである。

## 施設
Fort Leonard Wood基地内にはForney Fieldとよばれる小さな空港がある。空港はアメリカ陸軍直轄だが、民間機が乗り入れており一般人や外国人も利用できる。
軍事博物館 John B. Mahaffey Museum Complexがある。U.S. Army Chemical Corps Museumなどの複数分野の軍事博物館をまとめた施設である。